# Петров (лунный кратер)
Кратер Петров (лат. Petrov) — большой ударный кратер в южном полушарии видимой стороны Луны. Название присвоено в честь одного из разработчиков первых советских ЖРД Евгения Степановича Петрова (1900—1942) и утверждено Международным астрономическим союзом в 1970 г. 

## Описание кратера
Ближайшими соседями кратера являются кратер Джинс на севере-северо-востоке; кратер Чемберлин на востоке-северо-востоке; кратер Мальтон на востоке; кратер Векслер на юге и кратер Гилл на западе-юго-западе. Селенографические координаты центра кратера 61°22′ ю. ш. 88°11′ в. д. / 61,36° ю. ш. 88,18° в. д., диаметр 55,4 км, глубина 2140 м.
Кратер Петров имеет полигональную форму, значительно разрушен и затоплен темной базальтовой лавой. Вал сглажен, в юго-восточной части имеет понижение и узкую долину соединяющую чаши кратера Петров и сателлитного кратера Петров В, южная оконечность вала перекрыта сателлитным кратером Петров A. Высота вала различна по периметру кратера достигая максимума в западной и северо-западной части. Ширина внутреннего склона также переменна и максимальна в западной и северо-западной части. Объем кратера составляет приблизительно 1900 км³. Дно чаши ровное, с низким альбедо, в восточной части чаши с юга на север протянулась невысокая гряда.

## Сателлитные кратеры
| Петров | Координаты                                            | Диаметр, км |
| ------ | ----------------------------------------------------- | ----------- |
| A      | 62°27′ ю. ш. 88°37′ в. д. / 62,45° ю. ш. 88,62° в. д. | 17,0        |
| B      | 62°12′ ю. ш. 90°49′ в. д. / 62,2° ю. ш. 90,81° в. д.  | 30,8        |

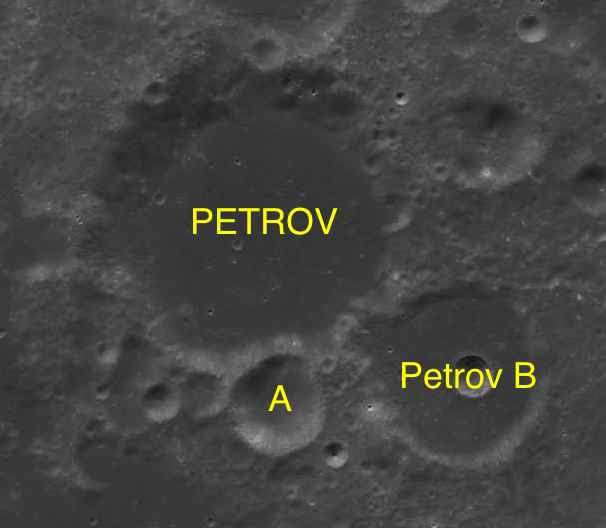
Фрагмент карты LAC-129.

- Сателлитный кратер Петров B расположен на обратной стороне Луны.

## См.также
- Список кратеров на Луне
- Лунный кратер
- Морфологический каталог кратеров Луны
- Планетная номенклатура
- Селенография
- Минералогия Луны
- Геология Луны
- Поздняя тяжёлая бомбардировка